# Чорнаківське сільське поселення
Чорнакі́вське сільське поселення (рос. Чернаковское сельское поселение) — муніципальне утворення у складі Упоровського району Тюменської області, Росія.
Адміністративний центр — присілок Чорна.

## Населення
Населення — 1117 осіб (2020; 1148 у 2018, 1132 у 2010, 1116 у 2002).

## Склад
До складу поселення входять такі населені пункти:
| Населений пункт  | Населення, осіб (2002) | Населення, осіб (2010) |
| ---------------- | ---------------------- | ---------------------- |
| Кокуй, присілок  | 95                     | 79                     |
| Ніколаєвка, село | 14                     | 9                      |
| Чащина, присілок | 133                    | 149                    |
| Чорна, присілок  | 726                    | 750                    |
| Шашова, присілок | 148                    | 145                    |